# Escritas brámicas
As escritas brámicas, também conhecidas como escritas índicas, são uma família de abugidas. São usados pelo subcontinente indiano, Sudeste Asiático e partes do Leste Asiático. São descendentes do Brahmi da Índia antiga e são usados por várias línguas em diversas famílias linguísticas: indo-ariano, dravidiano, tibeto-birmanês, mongólico, austro-asiático, austronésio e tai . Eles também foram a fonte da ordem do dicionário ( gojūon ) do kana japonês.

## História
As escritas brámicas descenderam da escrita brahmi. Brahmi é claramente atestado desde o século III a.C. durante o reinado de Açoca, que usou a escrita para éditos imperiais. O brahmi do norte deu origem a escrita gupta durante o período gupta, que por sua vez se diversificou em uma série de cursivas durante o período medieval. Exemplos notáveis de tais escritas, desenvolvidos pelo século VII ou VIII, incluem nagari, siddham, e sharada.
Existem várias teorias de onde veio brahmi, mas a teoria mais aceita é que descende do alfabeto aramaico, com semelhanças em vários glifos.
A escrita siddham foi especialmente importante no budismo, pois muitas sutras foram escritas nela. A arte da caligrafia siddham sobrevive hoje no Japão. A apresentação tabular e ordem do dicionário do atual sistema kana acredita se descender das escritas índicas, provavelmente pela disseminação do budismo.
O brahmi do sul evoluiu nas escritas kadamba, pallava e vattelluttu, que por sua vez se diversificaram em outras escritas do sul da Índia e sudeste da Ásia. As escritas brámicas espalharam de jeito pacífico, indianização, ou o espalho do aprendizado indiano. As escritas espalharam naturalmente para o sudeste da ásia, em feitorias em rotas comerciais. Nessas feitorias, inscrições antigas foram encontrados em sânscrito, usando escritas que originaram na Índia. No início, as inscrições foram feitas em línguas indianas, mas mais tarde as escritas foram usadas para escrever as línguas locais do sudeste asiático. A partir daí, variedades locais foram desenvolvidas. Pelo século VIII, as escritas tinham se divergido e separado em escritas regionais.